# بوباي
بوباي (بالإنجليزية: Popeye)‏ هو صاروخ جو-أرض طور في إسرائيل على يد مؤسسة رفائيل. وهو موجود في الخدمة بالقوات الجوية الإسرائيلية وفي عدد من القوات الجوية الأجنبية، بما فيها القوات الجوية الأمريكية (تحت اسم AGM-142). وملحق بالصاروخ توربين طويل المدى الذي يستخدم في الغواصات الإسرائيلية.

## التطوير
طُوِّرَ هذا الصاروخ خلال ثمانينيات القرن العشرين في رفائيل بإدارة الدكتور «يوسف لفين». وحصل مطورو الصاروخ على جائزة أمن إسرائيل في عام 1986. ودخل الصاروخ إلى خدمة القوات الجوية الإسرائيلية بالفعل في 1985. واِشْتَرَت القوات الجوية الأمريكية في عام 1989، 154 صاروخ وفي عام 1996اِشْتَرَت 54 صاروخ آخر.
وتم ملائمة الصاروخ لحمل قاذفات بي 52 الثقيلة. والصاروخ الذي يستخدم القوات الجوية الأمريكية ويعرف برمز AGM-142يعد مشروع مشترك لرفائيل وشركة لوكهيد مارتن. وفي حرب العراق 2003 استخدمت القوات الجوية هذا الصاروخ عدة مرات.
كما اِشْتَرَت القوات الجوية الأسترالية أيضا الصاروخ لصالح قاذفاتها طراز F-111.
في مايو 1997 وقعت إسرائيل وتركيا على اتفاق يقدر بحوالي 500 مليون دولار للإنتاج المشترك لصاروخ باباي بواسطة مصانع الصناعات الجوية التركية. وتستخدم القوات الجوية التركية هذا الصاروخ في طائراتها F-4 وF-16 .

## الخصائص
الصاروخ باباي متوافق للاستخدام بواسطة أنواع متعددة من الطائرات، بدء من القاذفات الثقيلة وحتى الطائرات القتالية التكتيكية. ومنذ دخوله للخدمة مر الصاروخ بتعديلات عديدة تهدف إلى زيادة كفائته وخفض تكاليفه. وتلك الجهود تضمنت تغيير مواد وإجراءات الإنتاج الخاصة بجناحي الصاروخ والمحرك الصاروخي الخاص به، وادخال مكونات جديدة في منظومة التوجيه بالقصور الذاتي، ومعالج أكثر تطوراً ومستكشف صور معدل يعمل الاشعة تحت الحمراء. والصاروخ مهيأ لتنفيذ هجوم دقيق على أهداف كبيرة وبعيدة. والصاروخ يستخدم منظومة ملاحة قصور ذاتي لتوجيهه وفي المرحلة النهائية قبل الإصابة، يمكن لمشغل الذخيرة توجيه الصاروخ للهدف بدقة بالغة بمساعدة حساس كاميرا تلفزيونية أو حساس الأشعة تحت الحمراء الموضوعة في مقدمة الصاروخ. ويمكن التحكم في الصاروخ بواسطة مشغل آخر، يتمثل في منصة الإطلاق الخاصة به.

## الطرازات
- باباي II(أو باباي لايت) وهو صاروخ مصغر (طوله 4.24 متر ووزنه حوالي 1.125 كجم) طُوِّر بالتعاون بين إسرائيل وتركيا من اجل تمكين الطائرات الخفيفة مثل F-16من حمله. وهذا الصاروخ أكثر تقدماً من «باباي» الأصلي وذو مدى يصل إلى حوالي 150 كم.
- باباي توربتو - هذا الطراز مزود بمحرك نفاث يعمل بالوقود السائل. ويبلغ طول الصاروخ 6.25 متر ويمكن أن يصل مداه حتى 320 كم.
- باباي توربو SLCM– التقديرات أن هذا طرازاً أكثر طولاً من باباي توربو لاستخدامه في الغواصات. في عام 2002 ذُكر أن الأسطول الأمريكي شاهد تجربة للصاروخ الذي وفق التقديرات يمكنه الوصول إلى مدى 1.500 كم وأن يحمل رأس قتالي نووي يزن 200 كجم. والتوقعات أن هذا هو السلاح الأساسي لإسرائيل لقدرته على احداث «الضربة الثانية» من خلال اطلاقه من غواصات الدولفين.

## المشغلين

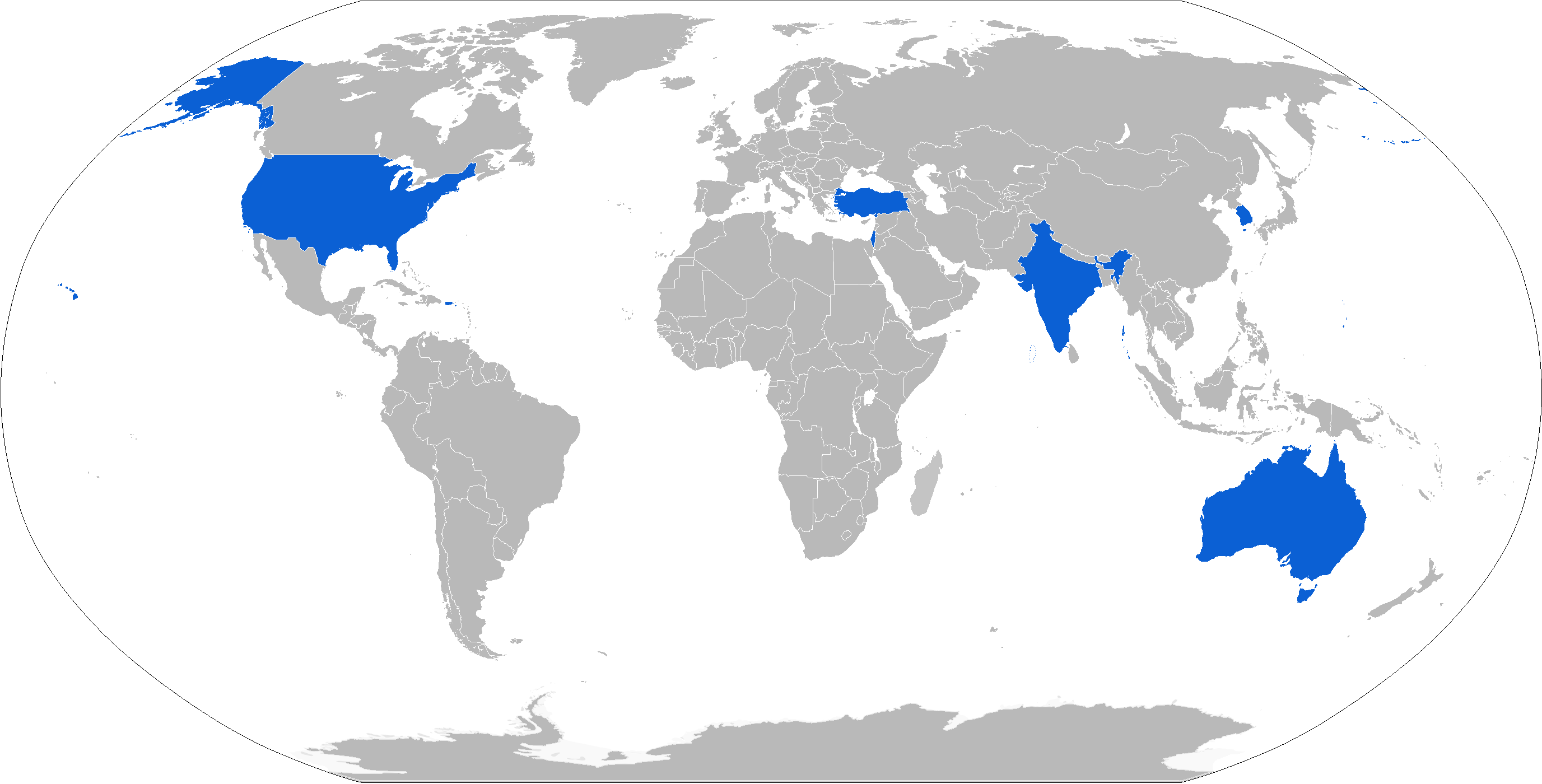
خريطة مشغلي بوباي باللون الزرقاء

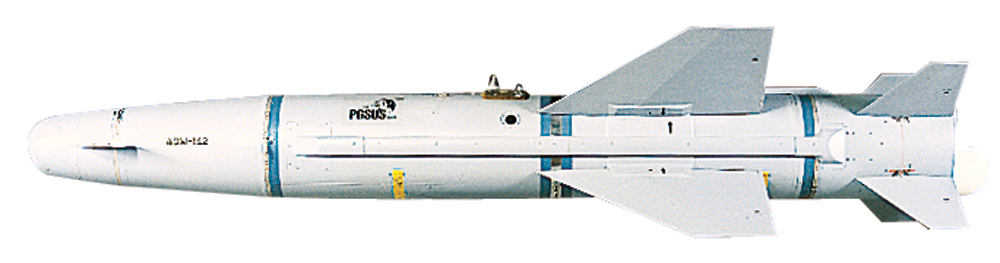
صاروخ بوباي

هناك تقارير تفيد بأن إسرائيل قد صدرت بوباي ومشتقاته إلى بلدان مختلفة:
- أستراليا: القوات الجوية الملكية الأسترالية
- الهند: 30 ل القوات الجوية الهندية
- إسرائيل: القوات الجوية الإسرائيلية، سلاح البحرية الإسرائيلي
- كوريا الجنوبية: سلاح الجو الكوري الجنوبي
- تركيا: القوات الجوية التركية
- الولايات المتحدة: القوات الجوية الأمريكية (تقاعد في 2004)

## مواصفات
- الوزن : 1,360 كلغ (3,000 رطل)
- الطول : 4.82 متر (15 قدم 10 بوصة)
- قطر : 533 مم (21 بوصة)
- باع الجناح : 1.98 متر (78 بوصة)
- التوجيه : بالقصور الذاتي بالإضافة إلى (IIR) أو (TV)
- المحرك : مرحلة واحدة وقود صلب
- المدى : 78 كم (48 ميل)
- الرأس الحربي : 340 كغم (750 رطل) وتفكك الانفجار أو 360 كغم (800 رطل) I-800 اختراق

## وصلات خارجية
- بوباي على الموقع الرسمي رافائيل
- AGM-142 The RAAF's New Standoff Weapon
- Federation of American Scientist section page on Popeye
- Excerpts from www.jinsa.org[وصلة مكسورة]